# Toyota Aygo X
La Toyota Aygo X, chiamata anche Aygo Cross, è un'autovettura prodotta dalla casa automobilistica giapponese Toyota a partire dal 2021.

## Descrizione
La Aygo X è una citycar con carrozzeria rialzata in stile crossover SUV prodotta dalla Toyota in Europa specificatamente per il mercato del vecchio continente, costruita nello stabilimento Toyota Motor Manufacturing Czech Republic (TMMCZ) di Kolín in Repubblica Ceca e che va a sostituire la precedente Aygo prodotta in due generazioni dal 2005 al 2021.

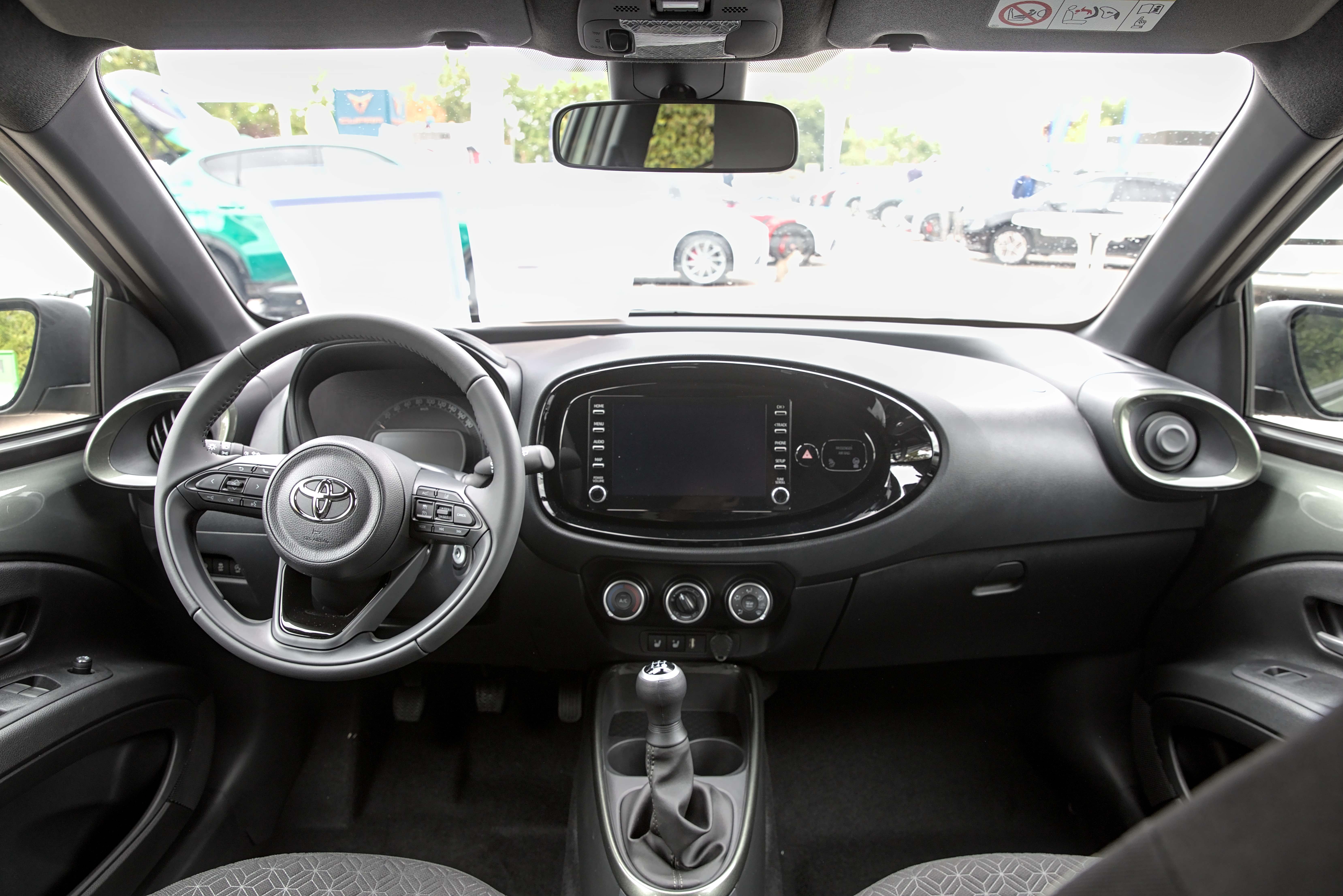
Interni

La Aygo X è stata anticipata dalla concept car denominata "Aygo X prologue" presentata il 17 marzo 2021. La versione definitiva della Aygo X ha esordito il 5 novembre 2021. La X nel nome, che si pronuncia «Cross», sta a definire che il veicolo è crossover, andando a collocarsi alla base del listino Toyota sotto la Yaris Cross e la Corolla Cross.

### Specifiche tecniche
L'Aygo X viene costruita su un telaio completamente nuovo diverso da quello della vecchia Aygo, ovvero la versione accorciata e pesantemente modificata della piattaforma GA-B. La piattaforma quindi differisce dalle prime due generazioni di Aygo, che sono state prodotte sempre nello stabilimento TMMCZ di Kolín, ma aveva sia l'architettura telaistica che meccanica in comune con gruppo PSA, con le Citroen C1 e Peugeot 108.
Al lancio l'unica motorizzazione disponibile è il propulsore siglato 1KR-FE aspirato a benzina da 1,0 litro a tre cilindri con doppio albero a camme in testa e 12 valvole della precedente Aygo, qui riadattato e modificato per ottemperare alle più recenti normative antinquinamento, che eroga una potenza di 72 CV e una coppia massima di 93 N·m.